# Ширли (Арканзас)
Ширли (енгл. Shirley) град је у америчкој савезној држави Арканзас.

## Демографија
По попису из 2010. године број становника је 291, што је 46 (-13,6%) становника мање него 2000. године.
| Група             | 2000.       | 2010.       |
| Белци             | 321 (95,3%) | 277 (95,2%) |
| Афроамериканци    | 3 (0,9%)    | 0 (0,0%)    |
| Азијати           | 0 (0,0%)    | 0 (0,0%)    |
| Хиспаноамериканци | 4 (1,2%)    | 5 (1,7%)    |
| Укупно            | 337         | 291         |